# ジェームズ・ボンド (鳥類学者)

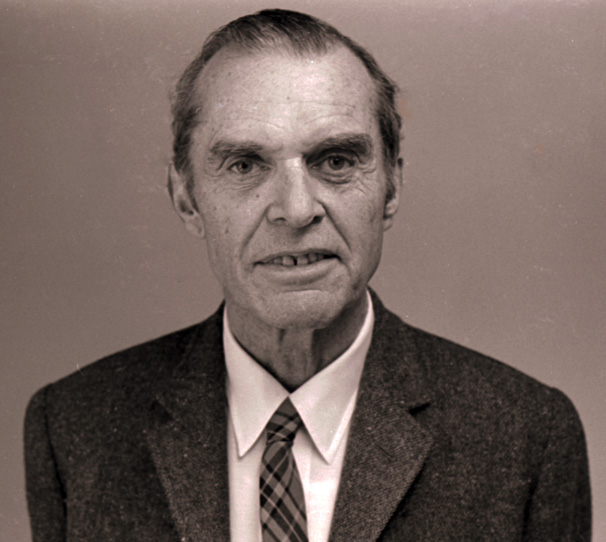
ジェームズ・ボンド

ジェームズ・ボンド（James Bond、1900年1月4日 - 1989年2月14日）は、アメリカ合衆国の鳥類学者である。カリブ海の鳥類の研究を専門とした。イアン・フレミングが、スパイ小説の主人公の名前、ジェームズ・ボンドを、この鳥類学者から取ったことで知られている。

## 略歴
ペンシルベニア州フィラデルフィアで生まれた。少年時代の1911年に父親とベネズエラのオリノコ川流域を訪れたことで自然への関心を持った。母親の死の後、1914年に父親とイギリスに移り、パブリック・スクールのハーロー校、ケンブリッジ大学のトリニティ・カレッジで学び、1922年に学位（B.A.）を得た。卒業後、アメリカ合衆国に戻り、3年間、フィラデルフィアの銀行で働いた。博物学への関心から銀行をやめ、フィラデルフィア自然科学アカデミーが行ったアマゾン川流域の探検への参加を受け入れた。その後、自然科学アカデミーで鳥類学者として働き、学芸員に任じられた。彼はカリブの鳥の専門家となり、1936年に出版された「西インド諸島の鳥類」（Birds of the West Indies）は評価が高い。
1952年にジャマイカ研究所のマスグレイブメダル、1954年にアメリカ鳥学会のブリュースター・メダル、1975年にフィラデルフィア自然科学アカデミーのライディ賞を受賞した。
小説家のイアン・フレミングは第二次世界大戦が終わった後、ジャマイカの別荘に住み、1953年に、「ジェームズ・ボンド」シリーズ第1作を執筆した。熱心なバード・ウォッチャーでもあったフレミングにとって、ボンドの著書、「西インド諸島の鳥類」はなじみ深いものであった。主人公の名前として出来るだけ平凡な響きのある名前として、ボンドの名前が選ばれた。後にボンドの妻にフレミングは"It struck me that this brief, unromantic, Anglo-Saxon and yet very masculine name was just what I needed, and so a second James Bond was born."（「この簡潔で実際的でアングロサクソン的でなおかつ実に男らしい名前こそ、私が求めていた物であるという衝撃が私を襲いました。そして第二のジェームス・ボンドが生まれたのです」）と手紙に書いた。フレミングと会った時、ボンドは"Fine with it."（「かまいませんよ」）と答えたとされる。